# Вольмирштедт (деревня)
Вольмирштедт (нем. Wohlmirstedt) — деревня в Германии, в земле Саксония-Анхальт. Входит в состав коммуны Кайзерпфальц района Бургенланд.
Население составляет 921 человека (на 31 декабря 2007 года). Занимает площадь 12,96 км².
Впервые упоминается в 786 году как Вольмерштеде.
Вольмирштедт ранее имел статус коммуны, подразделявшейся на 2 сельских округа. 1 июля 2009 года был объединён с соседними общинами Буха и Мемлебен, образовав новую коммуну Кайзерпфальц.